# Steinegg AI
Steinegg ist eine Ortschaft im Bezirk Schwende-Rüte im Kanton Appenzell Innerrhoden in der Ostschweiz.
Steinegg ist eine Streusiedlung mit einem Dorfzentrum südöstlich von Appenzell am Fuss der Fähnern und Verwaltungssitz des Bezirks Schwende-Rüte.
`

## Geschichte

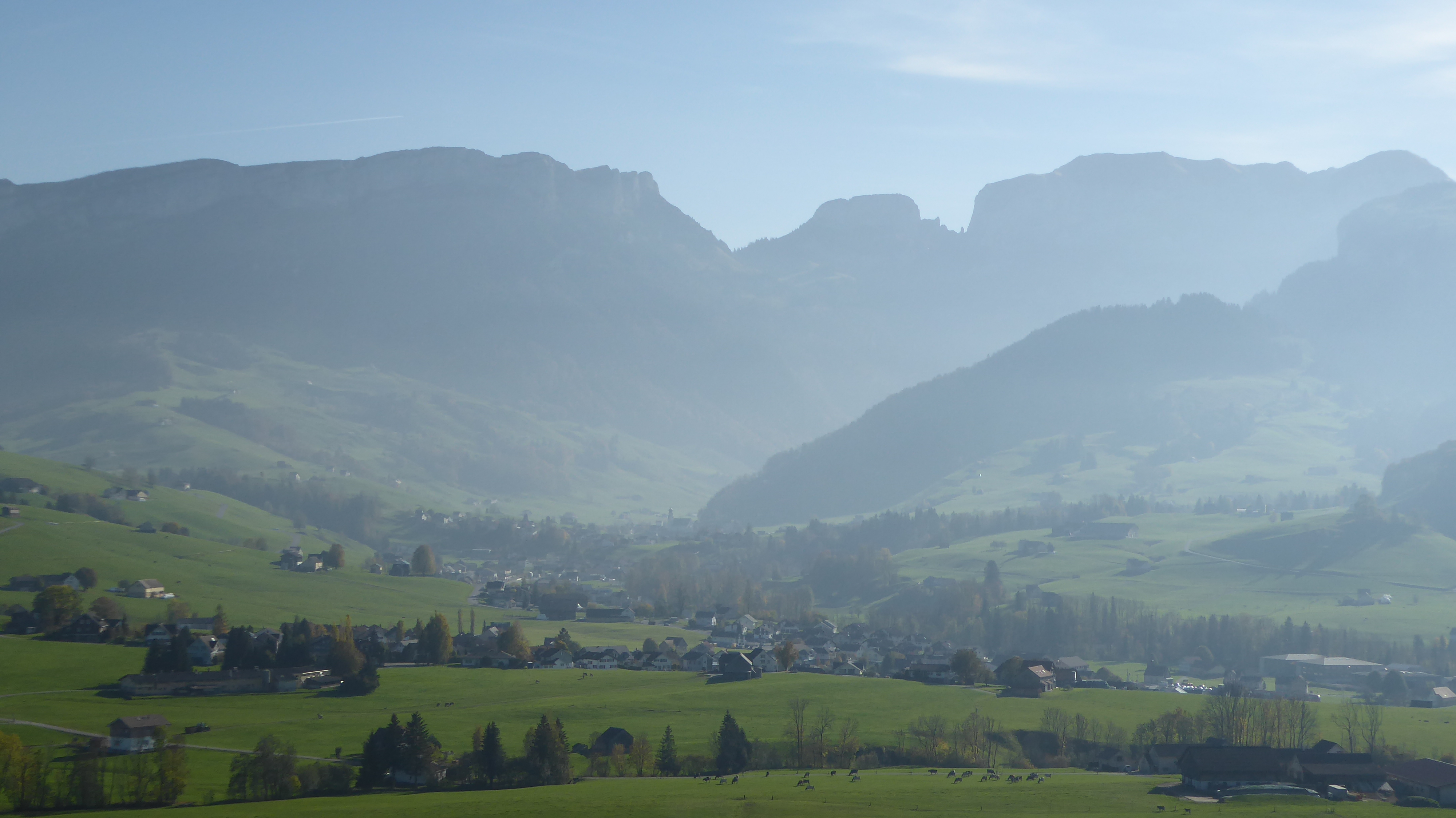
Blick auf Steinegg, im Hintergrund Alpstein

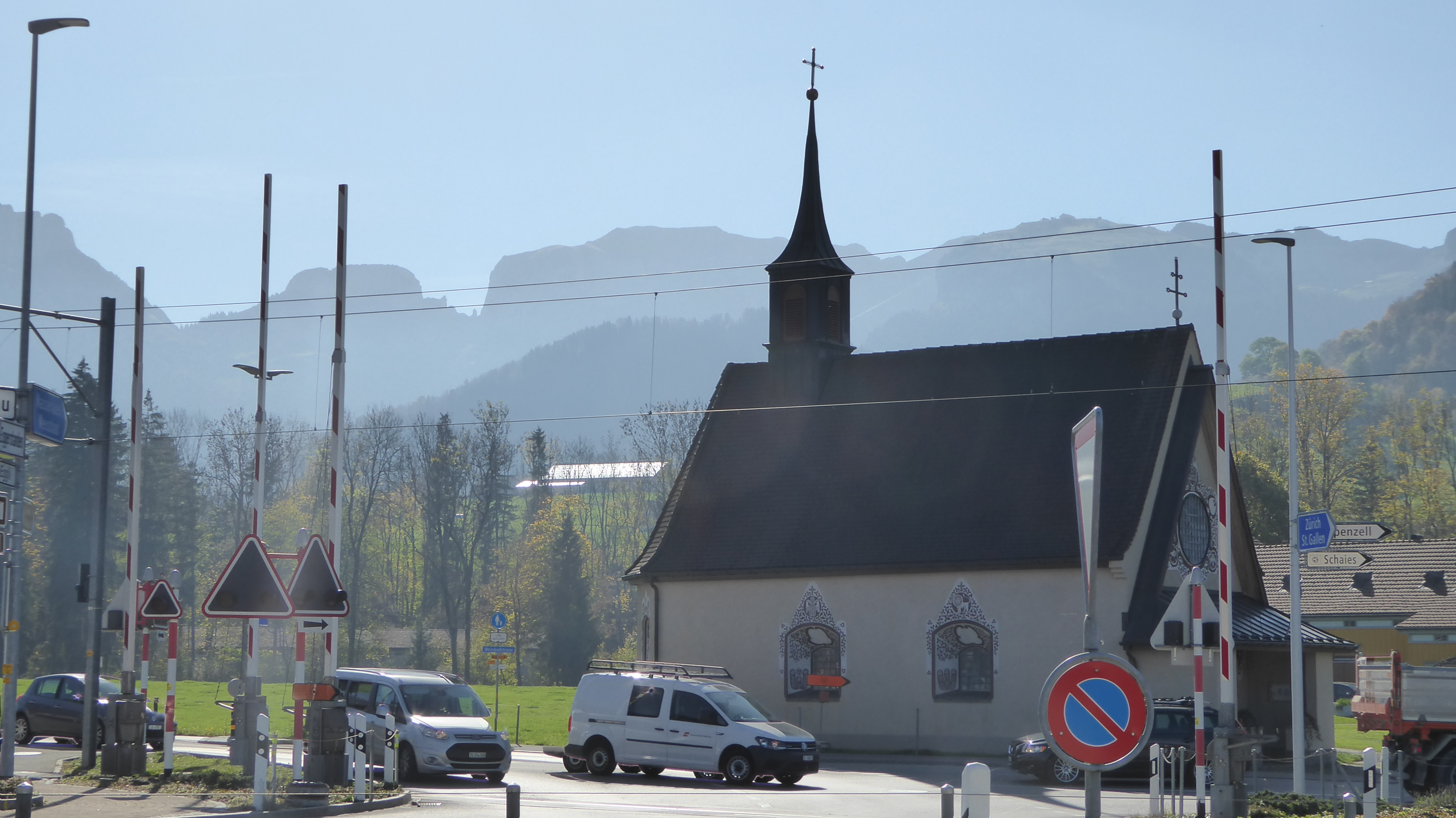
Kapelle Steinegg, davor Strasse von Wasserauen mit Bahnübergang, im Hintergrund der Alpstein

Der Ort wurde im 13. Jahrhundert als Staeinegge erstmals erwähnt. Im Hochmittelalter befand sich ein äbtischer Hof in der Gegend. Aus einem 1551 genannten Bildstock entwickelte sich das kirchliche Zentrum der Kapellgemeinde Steinegg, deren Grenzen mit denjenigen der Schulgemeinde Steinegg identisch sind. Um 1900 entstandene Pläne zur Erstellung einer Kirche und Gründung einer Filialgemeinde wurden nie umgesetzt. Ab 1873 wurde in Steinegg die Gemeindeversammlung des Bezirks Rüte abgehalten; 1981 bis 2022 war Steinegg dessen Verwaltungssitz. Die landwirtschaftlich geprägte Einzelhofsiedlung verdichtete sich ab den 1960er Jahren zu einem Dorf mit Wohnhäusern und Gewerbebetrieben.

## Bevölkerung
| Jahr      | 1990 | 2010 |
| Einwohner | 738  | 962  |

## Kapelle St. Magdalena
An der Strassenkreuzung Steinegg bestand schon 1550 eine kleine Kapelle. 1588 bekam Steinegg die Erlaubnis für Messfeiern und das Fest Maria Magdalena wurde zum gebotenen Feiertag erklärt. 1634 und 1642 wurde die Kapelle vergrössert, 1680 die Empore eingebaut. Die Bedeutung der Kapelle nahm im Laufe der Jahre zu. 1776 war eine Kanzel vorhanden. 1800 wurde die Kapelle vergrössert.
Seit 1937 hängen zwei Glöcklein im Turm; das grössere ist Maria Magdalena geweiht und das kleinere dem heiligen Josef. 1946/47 erfolgte unter der Bauleitung von Johannes Hugentobler eine Vergrösserung der Kapelle. Hugentobler malte das Altarbild, den Ostermorgen und die ornamentale Decke. Von der alten Kapelle blieben die östlichen Partien mit dem dreiseitig schliessenden Chor erhalten, der ursprüngliche barocke Altar wurde ersetzt. 1997 wurde die Kapelle innen restauriert, das Schiff nach Westen verlängert und ein neues Vorzeichen erstellt. Die letzte Innenrenovation mit einer neuen Orgel erfolgte 1992.

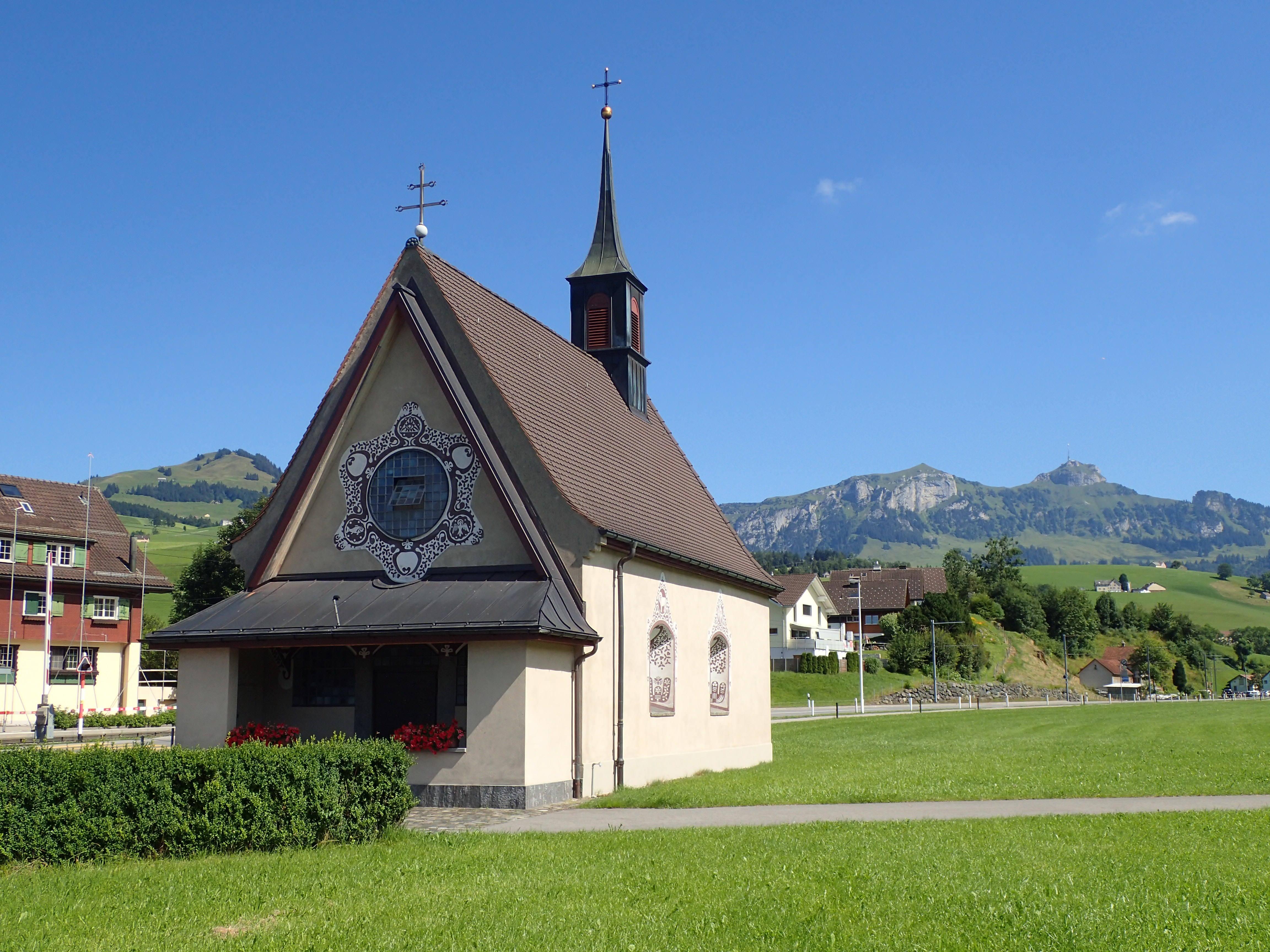
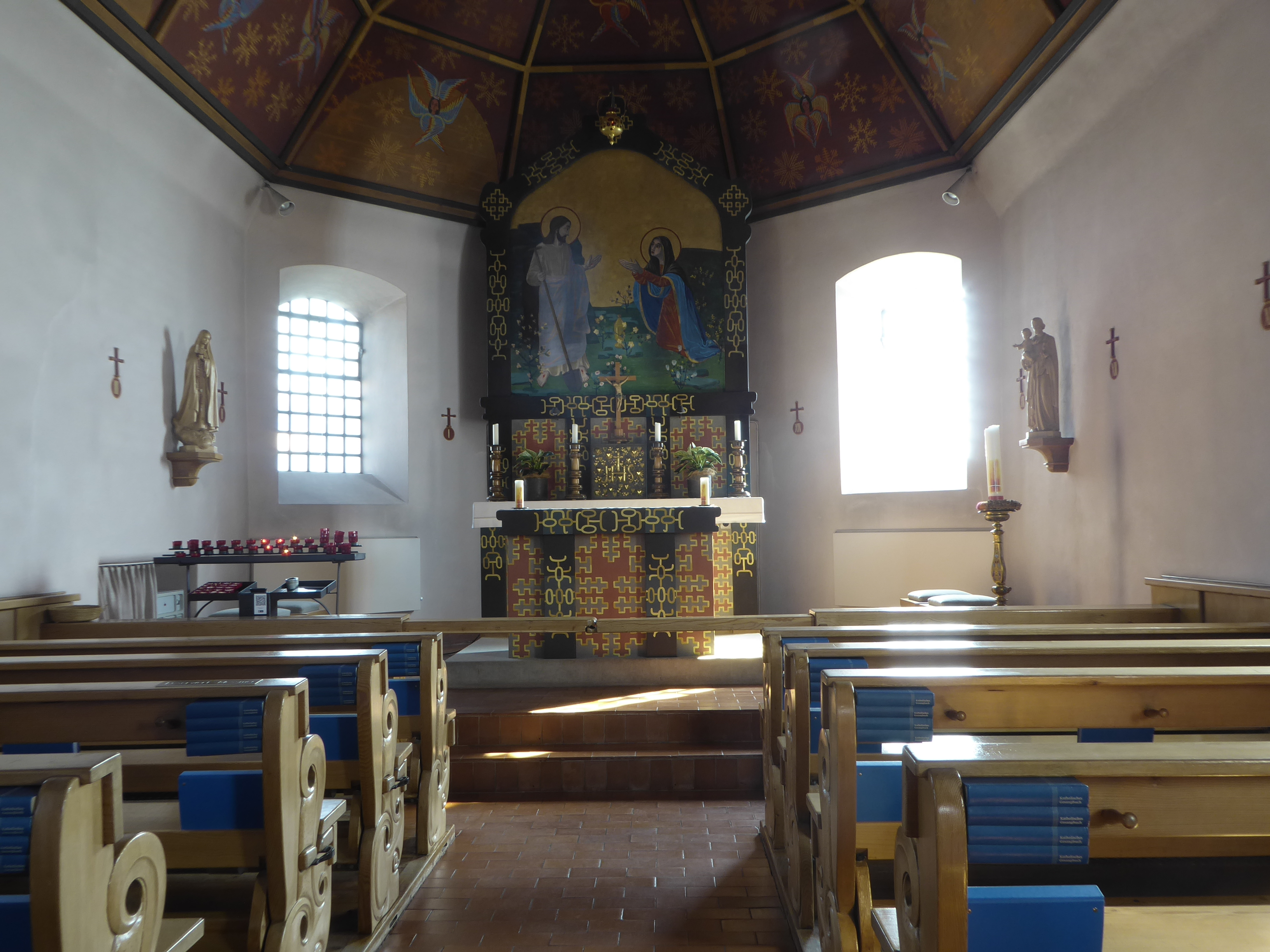
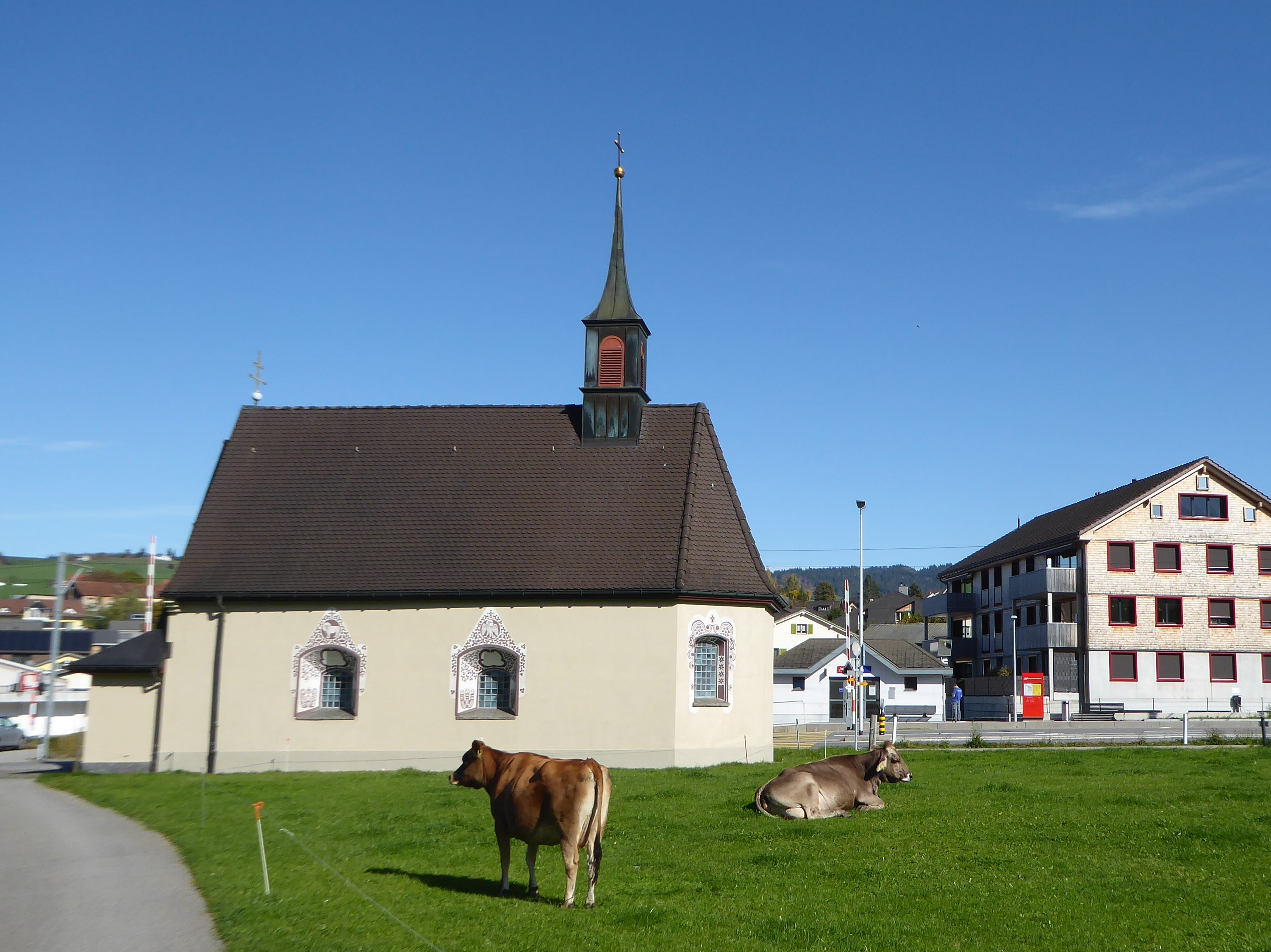

## Verkehr
Steinegg liegt an der Strasse Appenzell–Wasserauen und hat eine Haltestelle an Bahnstrecke Gossau SG–Wasserauen der Appenzeller Bahnen.